# Retinale deidrogenasi
La retinale deidrogenasi è un enzima appartenente alla classe delle ossidoreduttasi, che catalizza la seguente reazione:
retinale + NAD+ + H2O ⇄ retinoato + NADH + 2 H+
L'enzima è una metalloflavoproteina (FAD). Agisce sia sulle forme 11-trans sia sulle 13-cis del retinale.